# Opsirhina albigutta
Opsirhina albigutta là một loài bướm đêm thuộc họ Lasiocampidae. Nó được tìm thấy ở Úc, bao gồm Lãnh thổ Thủ đô Úc, Tasmania và Victoria.
Sải cánh dài khoảng 40 mm đối với con đực và 50 mm đối với con cái. Con trưởng thành có màu xám với đốm trắng và hi tuyến trắng rìa đen ở mỗi cánh trước. Cánh sau màu nâu.
Ấu trùng ăn lá của loài Eucalyptus.

## Hình ảnh

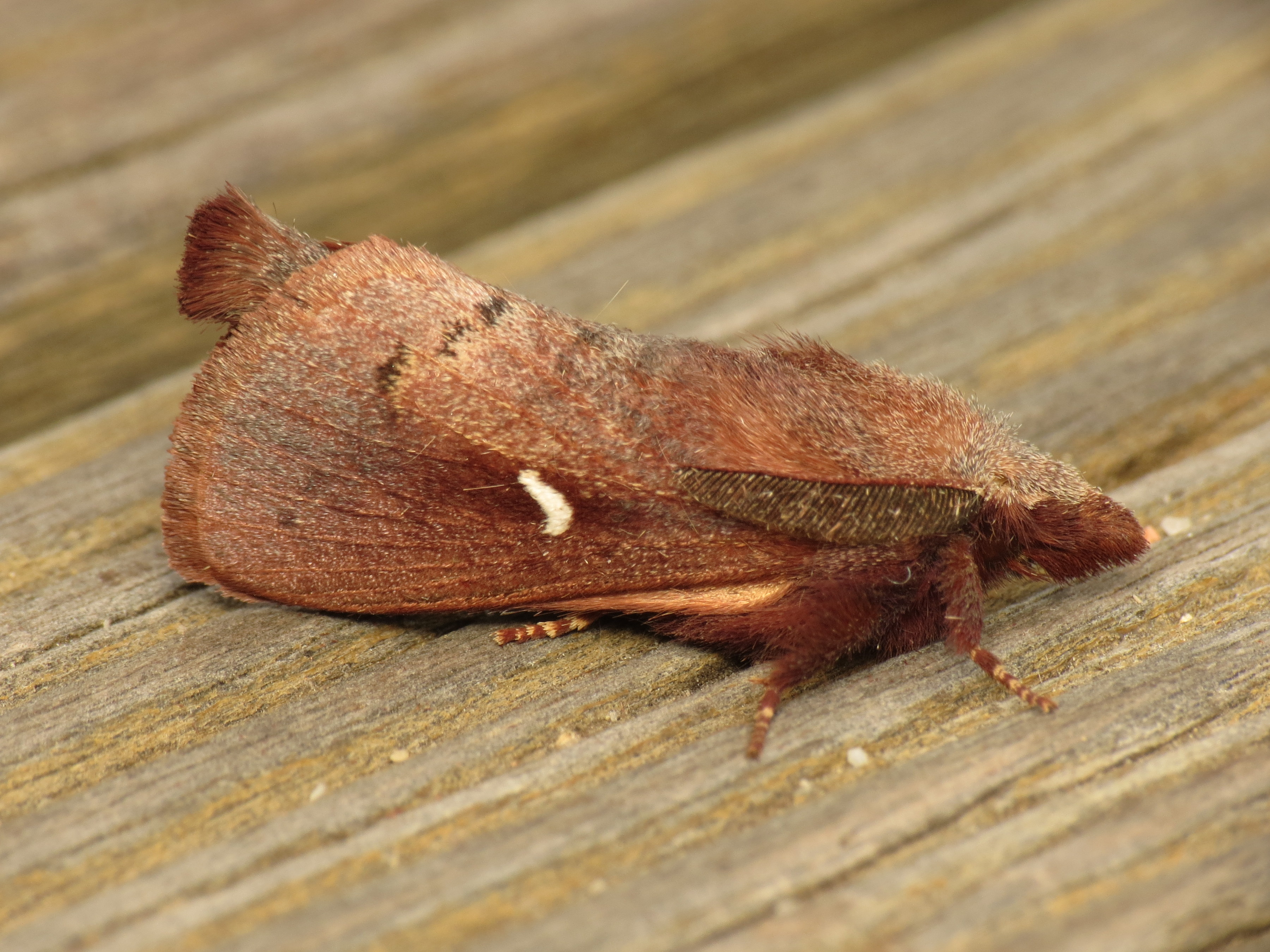
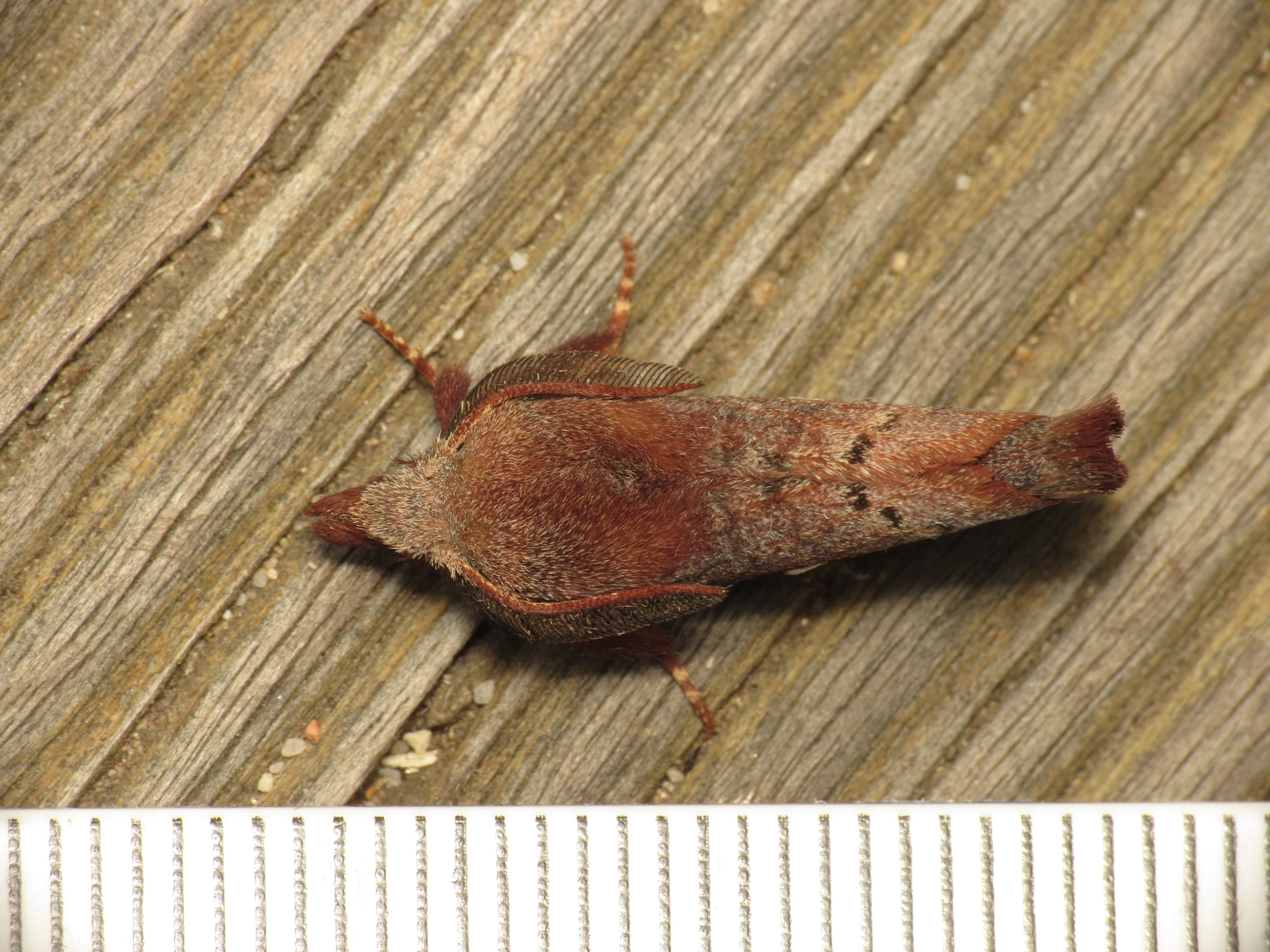
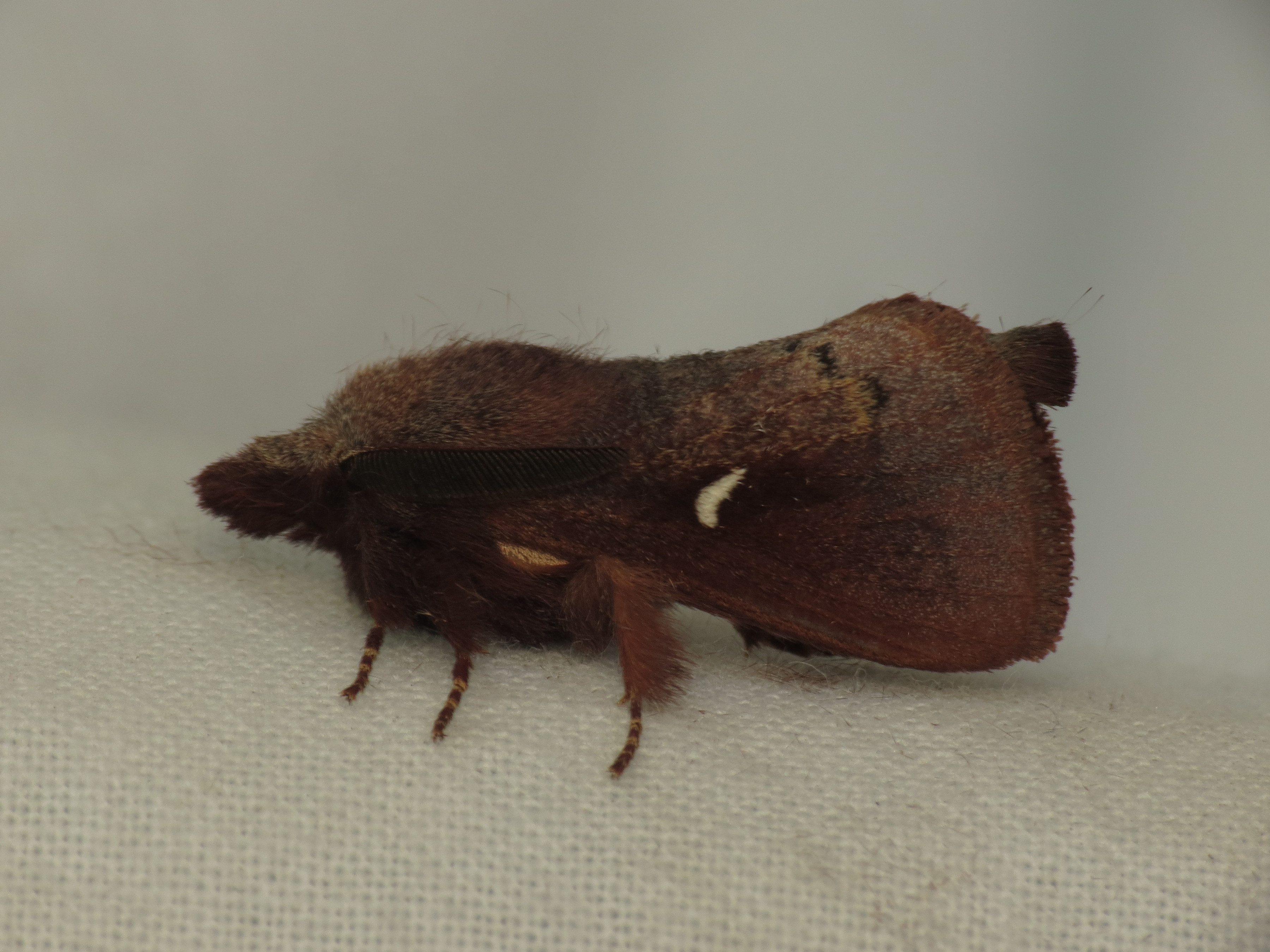
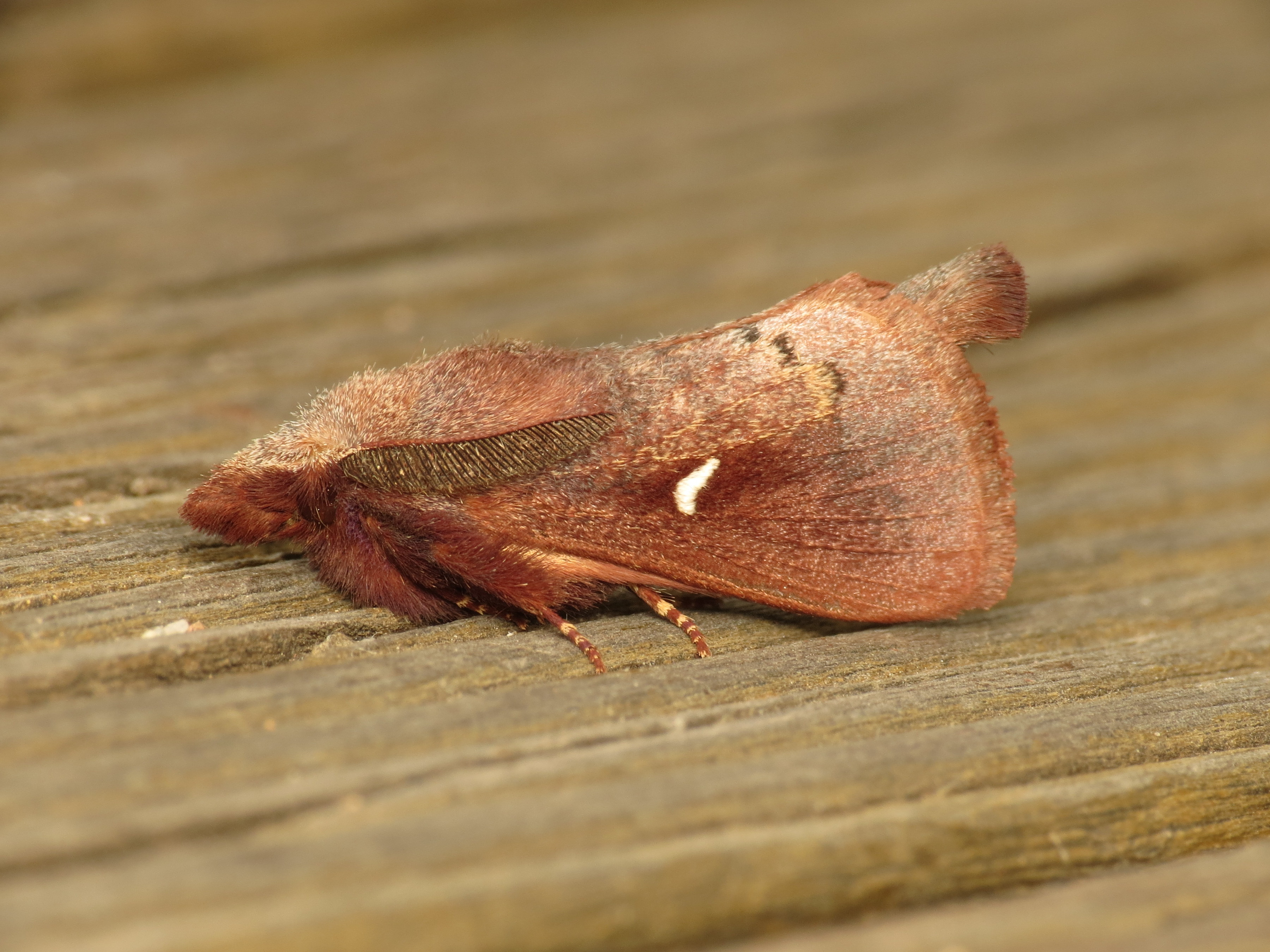